# Сула, Дмитрий Анатольевич
Дми́трий Анато́льевич Сула́ (укр. Дмитро Анатолійович Сула; род. 22 февраля 1994, Одесса) — украинский футболист, нападающий

## Биография

### Ранние годы
Дмитрий Сула — воспитанник одесского футбола. Играл за одесский «Черноморец» в ДЮФЛ и молодёжном чемпионате Украины. На профессиональном уровне дебютировал 23 июля 2011 года за фарм-клуб одесситов в матче второй лиги «Еднисть» — «Черноморец-2» (2:2). Дебют был удачным: Сула забил оба гола своей команды. Последний матч за «моряков» нападающий провёл в молодёжном первенстве 26 сентября 2012 года.

### «Цхинвали»
В 2017 году перешёл в грузинский клуб «Цхинвали» и в мае того же года принял участие в двух поединках Еворнули Лиги 2 — второго дивизиона чемпионата Грузии.

### «Реал Фарма»
Летом 2017 года подписал контракт с одесской «Реал Фармой» — украинским клубом второй лиги. 9 июля дебютировал за новую команду в домашнем матче Кубка Украины против новокаховской «Энергии» (1:3), выйдя на замену на 56-й минуте. Отметился голом в первом же поединке за «фармацевтов» в чемпионате, сравняв счёт на 54-й минуте матча против «Днепра» (2:1). 14 августа того же года сделал хет-трик в игре против «Ингульца-2» (первые два гола Сула забил с пенальти, финальный счёт матча — 5:0). Всего менее чем за полтора месяца с начала сезона 2017/18 успел провести за «Реал Фарму» во второй лиге 8 игр, в которых забил 5 мячей, а также сыграл один матч в Кубке.

### «Днепр-1»
Своей игрой за «Реал Фарму» нападающий привлек внимание СК «Днепр-1», который в то время искал замену травмированному Олегу Кожушку. Сула перешёл в этот клуб 29 августа 2017 года и уже на следующий день впервые сыграл за «днепрян», заменив Владислава Войцеховского на 64-й минуте матча второй лиги против «Николаева-2» (3:0). 20 сентября вышел в стартовом составе в игре 1/16 Кубка Украины против команды «Горняк-Спорт» и на 20-й минуте забил единственный гол во встрече, обеспечив «Днепру-1» выход в следующий раунд соревнований. Всего в составе днепровской команды провёл одну игру в Кубке и 14 в чемпионате, в основном выходя на замену. Отметился двумя голами — по одному в каждом из этих турниров. После завершения удачного для «днепрян» сезона, в котором команда вышла в полуфинал Кубка Украины и получила серебряные медали второй лиги, у Сулы закончился контракт, и он покинул этот клуб.

### «Металлист 1925»
19 июля 2018 подписал контракт с харьковским клубом «Металлист 1925». Дебютировал в новой команде 22 июля в игре первого тура первой лиги «Металлист 1925» — «Агробизнес» (2:0). В этой игре Сула вышел на замену на 77-й минуте при счете 0:0 вместо Сергея Давыдова и первым же касанием мяча открыл счёт в матче. Этот гол стал дебютным в первой лиге как для игрока, так и для «Металлиста 1925». Несмотря на то, что тренеры харьковчан чаще доверяли место единственного форварда в стартовом составе команды её капитану Давыдову, а Сула в большинстве матчей (9 из 15 сыгранных в чемпионате) выходил на замену, Дмитрий по итогам первой части сезона с пятью забитыми голами в чемпионате и одним — в Кубке стал вторым бомбардиром команды после Олега Синицы. 6 декабря 2018 игрок покинул «Металлист 1925».

### «Ингулец»
В конце 2018 года стал игроком другого перволигового клуба, «Ингульца». 7 апреля 2019 в четвертьфинальном поединке Кубка Украины против львовских «Карпат» (1:1, 5:4 по пенальти) Сула вышел на поле в первом овертайме вместо Александра Мишуренко и забил последний, решающий гол в серии послематчевых пенальти. В игре 1/2 финала Кубка с луганской «Зарёй» (2:1) Дмитрий также вышел на замену вместо Мишуренко (на 74-й минуте). 1 мая 2019 Сула отметился хет-триком в матче чемпионата против ФК «Сумы» (6:0). 15 мая форвард попал в заявку «Ингульца» на финал Кубка с «Шахтёром» (0:4), но на поле не выходил. В том же месяце Сула получил первую серьёзную травму в карьере. Впервые после повреждения сыграл в официальной игре более, чем через пять месяцев — 30 октября 2019. В тот день Сула вышел на замену вместо Александра Акименко на 77-й минуте поединка 1/8 финала Кубка Украины «Ингулец» — «Днепр-1» (2: 1).

### «Николаев»
В августе 2020 года был представлен в качестве игрока МФК «Николаев». В составе «корабелов» в первой лиге дебютировал 5 сентября 2020 года в игре против «Кристалла», и уже на 10-й минуте игры открыл счёт голам за николаевскую команду.

## Достижения
- Серебряный призёр второй лиги Украины: 2017/18
- Финалист Кубка Украины: 2018/19